# Melissa Peterman
Melissa Margaret Peterman (* 1. července 1971, Minneapolis, Minnesota, USA) je americká herečka, která se do povědomí v Čechách dostala díky roli v seriálu Deník zasloužilé matky. Peterman také hostila červený koberec pro rok 2010 CMT Music Awards. Objevila se v roli Bonnie v seriálu Tři kluci a nemluvně.

## Osobní život
V roce 1999 se provdala za Johna Bradyho a 20. října 2005 se jim narodil první syn.

## Filmografie

### Film
| Rok  | Název                    | Role            | Poznámky |
| ---- | ------------------------ | --------------- | -------- |
| 1996 | Fargo                    | Prostitutka #2  |          |
| 2001 | Kdo hulí, ten umí        | Shelia Cain     |          |
| 2007 | Cook-Off                 | Nancy Shmaedeke |          |
| 2009 | Dirty Politics           | Rita Breaux     |          |
| 2012 | Profesor v ringu         | Lauren Voss     |          |
| 2014 | Muffin Top: A Love Story |                 |          |

### Televize
| Rok             | Název                                    | Role                    | Poznámky                                    |
| --------------- | ---------------------------------------- | ----------------------- | ------------------------------------------- |
| 2000            | Třeba mě sežer                           | Claire                  | díl: „Choosing to Be Super“                 |
| 2001–2007       | Deník zasloužilé matky                   | Barbra Jean Booker Hart | hlavní role, 120 dílů                       |
| 2003            | The Pitts                                | Shirley/Shelly          | díl: „Pilot“                                |
| 2003            | Recept na pohromu                        | Gigi Grant              | TV film                                     |
| 2004            | Johnny Bravo                             | Becky                   | díl: „Wilderness Protection Program“        |
| 2006            | Ned's Declassified School Survival Guide | paní Splitz             | díl: „Failing & Tutors“                     |
| 2007            | CMT Comedy Stage                         | Moderátorka             | 8 dílů                                      |
| 2008            | Americký táta                            | Sister Mary             | díl: „Office Spaceman“                      |
| 2009            | Rita Rocks                               | Jennifer                | 5 dílů                                      |
| 2009            | Surviving Suburbia                       | paní Munice             | 3 díly                                      |
| 2009–2012       | The Singing Bee                          | Moderátorka             | 46 dílů                                     |
| 2010–2012, 2015 | Pretty: The Series                       | Candy                   | 8 dílů                                      |
| 2011            | Working Class                            | Carli Mitchell          | hlavní role, 12 dílů                        |
| 2012–2017       | Tři kluci a nemluvně                     | Bonnie Wheeler          | hlavní role, 100 dílů                       |
| 2012            | Retired at 35                            | Julia                   | 1 díl                                       |
| 2013–2014       | Bet on Your Baby                         | Moderátorka             | 16 dílů                                     |
| 2013            | Dancing Fools                            | Moderátorka             | 8 dílů                                      |
| 2014            | Deal with It                             | Samu sebe               | díl: „Melissa Peterman and Sarah Colonna“   |
| 2015–2016       | Celebrity Name Game                      | Samu sebe               |                                             |
| 2016            | Home & Family                            | Moderátorka             |                                             |
| 2016            | The $100,000 Pyramid                     | Samu sebe/Moderátorka   | díl: „Melissa Peterman vs. Steve Schirripa“ |
| 2016            | Celebs React                             | Samu sebe               | 2 díly                                      |
| 2016–2017       | Valerie's Home Cooking                   | Samu sebe               |                                             |
| 2017            | Worst Cooks in America                   | Samu sebe/soutěžící     |                                             |
| 2018–dosud      | Malý Sheldon                             | Brenda Sparks           | vedlejší role                               |
| 2019            | A Gingerbread Romance                    | Linda                   | TV film                                     |
| 2019–2020       | Sydney na Max                            | Paní Harrisová          | 2 díly                                      |
| 2019–2020       | Poslední chlap                           | Celia Powers            | 2 díly                                      |
| 2022            | Person, Place, or Thing                  | Moderátorka             |                                             |